# Епархия Чёнгтуна
Епархия Чёнгтуна (лат. Dioecesis Kengtunghensis) — епархия Римско-Католической церкви с центром в городе Чёнгтун, Мьянма. Епархия Чёнгтуна входит в митрополию Таунджи. Кафедральным собором епархии Чёнгтуна является церковь Непорочного Сердца Пресвятой Девы Марии.

## История
27 апреля 1927 года Римский папа Пий XI издал бреве In omnes orbis, которым учредил апостольскую префектуру Чёнгтуна, выделив её из апостольского викариата Центральной Бирмы (сегодня — Епархия Тауннгу). Пастырское попечение апостольской префектурой было поручено Парижскому обществу заграничных миссий.
26 мая 1950 года апостольская префектура Чёнгтуна была преобразована в апостольский викариат. 1 января 1955 года Римский папа Пий XII выпустил буллу Dum alterna, которой преобразовал апостольский викариат Чёнгтуна в епархию. В этот же день епархия Чёнгтуна вошла в митрополию Мандалая. 
20 ноября 1975 года епархия Чёнгтуна передала часть своей территории для возведения новой апостольской префектуры Лашо (сегодня — Епархия Лашо).
17 января 1998 года епархия Чёнгтуна вошла в митрополию Таунджи.

## Ординарии епархии
- епископ Erminio Bonetta (21.06.1927 — 1949);
- епископ Ferdinando Guercilena (31.05.1950 — 6.05.1973);
- епископ Abraham Than (19.09.1972 — 2.10.2001);
- епископ Peter Louis Cakü (2.10.2001 — по настоящее время).

## Источник
- Annuario Pontificio, Ватикан, 2007
- Бреве In omnes orbis, AAS 19 (1927), стр. 302  (лат.)
- Булла Dum alterna, AAS 47 (1955), стр. 263  (лат.)